# Сніжноягідник
Сніжноягідник, білоягідник, коралина (Symphoricarpos L.) — рід кущів з родини жимолостевих. Батьківщиною є Північна Америка та Південно-Східна Азія.
В України майже на всій території у парках культивують медоносну й декоративну рослину Symphoricarpos albus (L.) S.F.Blake — коралина біла, сніжноягідник білий чи білоягідник звичайний.
Сніжноягідник білий з родини жимолостевих — красивий і високопродуктивний медоносний чагарник,що використовується в придорожніх і декоративних насадженнях. Утворює багато пагонів, на яких вже в рік посадки, з другої половини червня до осені, з'являються невеликі ледве рожеві квітки, що сильно привертають бджіл. Квітки розміщуються по декілька штук у пазухах яйцеподібного листя. Чим більше приріст пагонів, тим довше цвітіння і збір нектару. Виділення нектару характеризується стійкістю і менше залежить від впливу несприятливих умов погоди, чим у інших медоносів. Медопродуктівность досягає 400 кг/га. Кущі сніжно ягідника ошатні і восени, коли на гілках дозрівають плоди — білі м'які кульки. Цей медонос невибагливий до ґрунтів, добре розмножується (насінням, живцями і кореневими нащадками). 
Сніжноягідник білий отруйний, а ознаками отруєння є нудота, запаморочення та непритомність. Ця багаторічна рослина неприємно пахне, а при вживанні свіжих ягід може наступити отруєння амігдаліном, при якому характерні біль у животі, блювання та діарея

## Види
1. Symphoricarpos acutus (Gray) Dieck
2. Symphoricarpos albus (L.) S.F.Blake
3. Symphoricarpos guadalupensis Correll
4. Symphoricarpos guatemalensis J.K.Williams
5. Symphoricarpos hesperius G.N.Jones
6. Symphoricarpos longiflorus Gray
7. Symphoricarpos microphyllus Kunth
8. Symphoricarpos mollis Nutt.
9. Symphoricarpos occidentalis Hook.
10. Symphoricarpos orbiculatus Moench
11. Symphoricarpos oreophilus Gray
12. Symphoricarpos palmeri G.N.Jones
13. Symphoricarpos parishii Rydb.
14. Symphoricarpos rotundifolius Gray
15. Symphoricarpos sinensis Rehder